# Царский архив Эблы

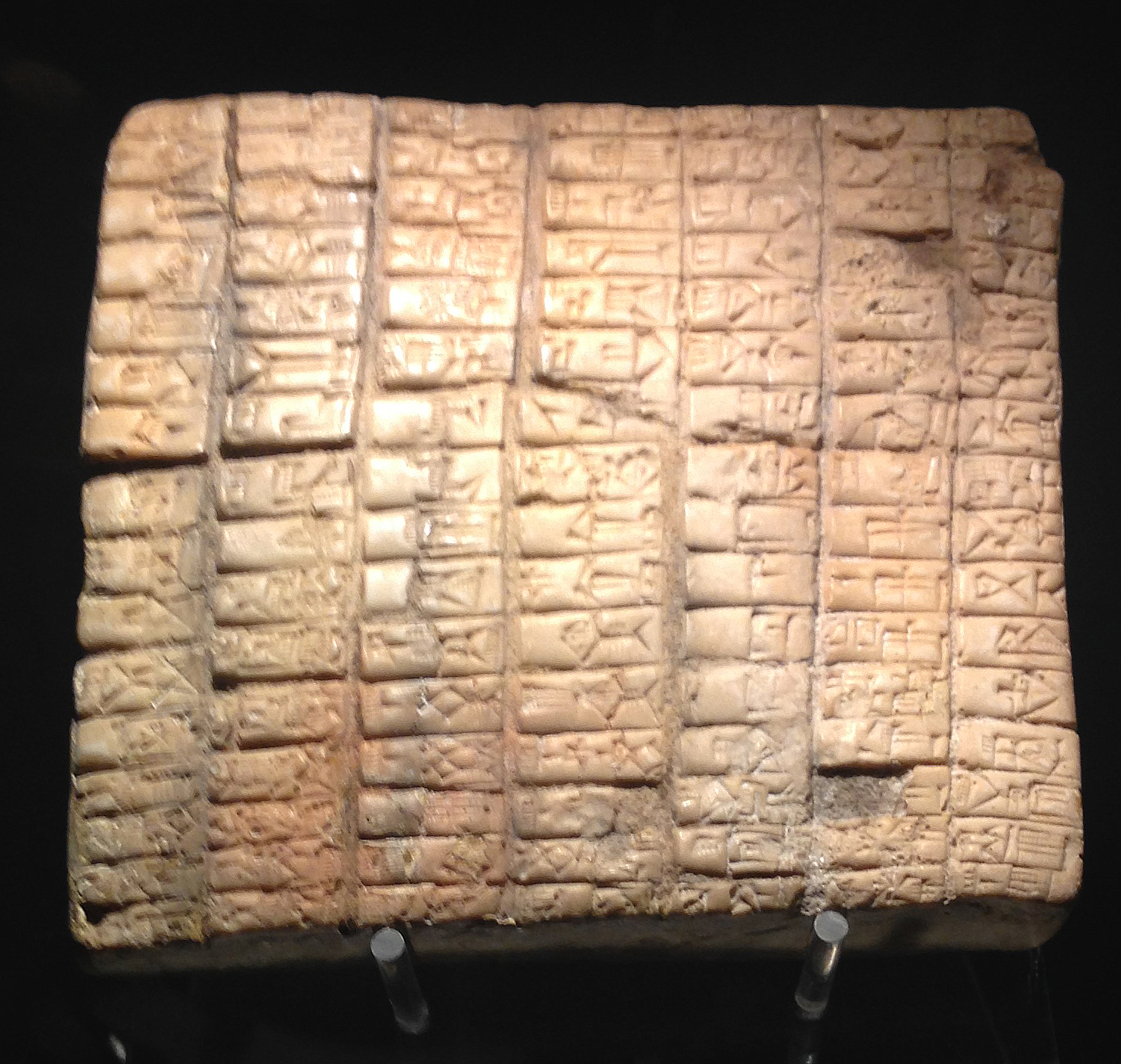
Табличка из архива

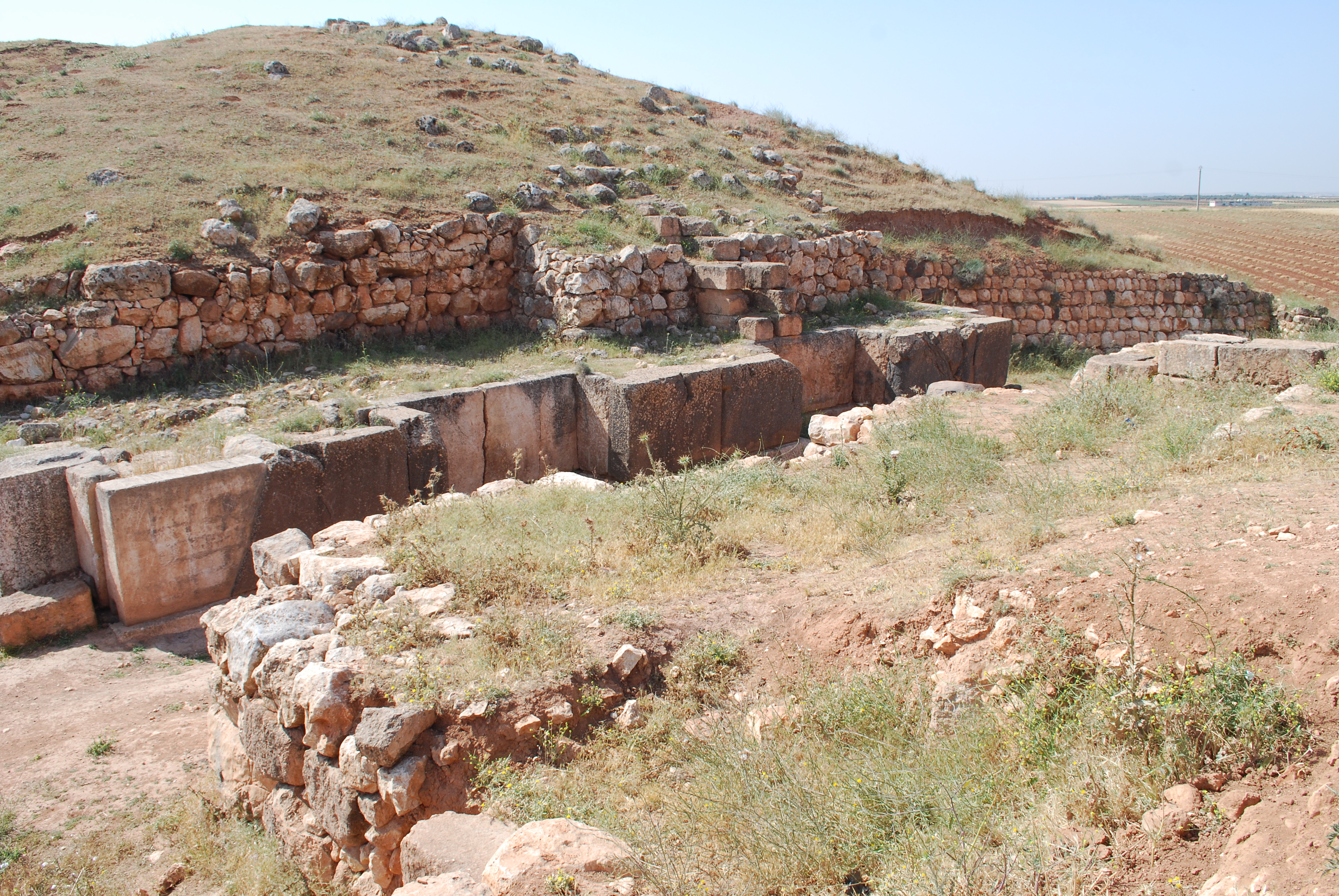
Участок раскопок (Дамасские ворота)

Ца́рский архи́в Э́блы — коллекция из 1800 целых глиняных табличек, 4700 фрагментов и многих тысяч мелких обломков, найденных в дворцовых архивах древнего города Эбла в Сирии. Таблички были обнаружены итальянским археологом Паоло Маттиа и его командой в 1974-75 годах во время раскопок городища Телль-Мардих. На многих табличках, которые были найдены in situ на разрушенных полках, сохранились глиняные ярлыки, призванные облегчать навигацию. Все они датируются периодом между ок. 2500 г. до н. э. и разрушением города ок. 2335 г. до н. э. Сегодня таблички хранятся в музеях сирийских городов Алеппо, Дамаска и Идлиба.

## Открытие и археологический контекст
Таблички были обнаружены именно там, где они упали, когда их деревянные полки сгорели во время последнего пожара «дворца G». Архив упорядоченно хранился в двух небольших комнатах рядом с большим залом (с приподнятым помостом в одном конце); в одном хранилище находились только хозяйственные записи дворцовых чиновников на характерных круглых табличках, в другом, более просторном помещении, хранились ритуальные и литературные тексты, в том числе педагогические тексты для обучения молодых писцов. Многие из табличек ранее не обжигались, но когда все они были охвачены пожаром, уничтожившим дворец, это обожгло их почти так же тщательно, как в печи. Таблички хранились вертикально на частично утопленных деревянных полках и были наклонены назад под углом так, чтобы инципит каждой таблички можно было увидеть с первого взгляда. Сгоревшие стеллажи рухнули на месте, сохранив порядок в расположении табличек.

## Язык
В письме на табличках фигурировали два языка: шумерский и ранее неизвестный язык, в котором использовалась шумерская клинопись (шумерские логограммы или «шумерограммы») в качестве фонетического представления местного разговорного языка Эблы. Последний был первоначально идентифицирован как протоханаанский профессором Джованни Петтинато, который первым расшифровал таблички, поскольку он предшествовал семитским языкам Ханаана, таким как угаритский и древнееврейский. Позже Петтинато отказался от этого обозначения и решил назвать его просто «эблаитским», под которым он известен сегодня.
Фонетическое использование шумерских логограмм знаменует собой важный шаг в истории письменности. Из более ранней системы, разработанной шумерскими писцами, в которой использовалось смешанное использование логограмм и фонетических знаков, писцы в Эбле использовали сокращенное количество знаков из существующих систем, в значительной степени фонетически; передача звуков в системе, изобретенной для другого языка является одним из ранних примеров транскрипции и важным шагом к упрощению в сторону «дружественности к читателю», который позволит более широко распространить грамотность во дворцовом, храмовом и торговом контекстах.

## Содержание
Таблички содержат богатую информацию о Сирии и Ханаане в эпоху ранней бронзы и включают первые известные упоминания о «хананеях», «Угарите» и «Ливане». Содержимое табличек показывает, что Эбла была крупным торговым центром. Основное внимание уделялось экономическим отчетам, инвентаризациям, отражающим коммерческие и политические отношения Эблы с другими левантийскими городами, а также журналам импортной и экспортной деятельности города. Например, они показывают, что Эбла производила ряд сортов пива, в том числе пиво, названное по месту производства «эбла». Эбла также отвечала за развитие сложной системы торговой сети между городами-государствами на севере Сирии. Эта система объединила регион в коммерческое сообщество, о чём ясно свидетельствуют тексты.
Существуют списки царей города Эбла, царские указы, нормативные акты и договоры. Существуют справочники, в которых перечислены топонимы, в том числе версия стандартизированного списка топонимов, который также был найден в Абу-Салабихе (возможно, древнем Эреше), где он был датирован ок. 2600 г. до н. э. Литературные тексты включают гимны и ритуальные тексты, сказания, пословицы.
Многие таблички содержат как шумерские, так и эблаитские надписи с версиями трех основных двуязычных списков слов. Эта структура позволила современным ученым уточнить свое понимание шумерского языка, который в то время еще был живым языком. До открытия корпуса табличек Эблы учёным не было известно двуязычных надписей (билингв) на шумерском, что не позволяло прояснить произношение и другие фонетические аспекты этого языка. Единственные таблички из Эблы, написанные исключительно на шумерском языке, представляют собой лексические списки, вероятно, предназначенные для обучения писцов. В архивах хранятся списки слов для изучения соответствующего наречия и прописи для обучающихся, свидетельствующие о том, что Эбла была крупным образовательным центром, специализирующимся на подготовке писцов. 

## Библейская археология
Применение текстов Эблы к конкретным местам и персонажам Еврейской Библии вызвало споры и сосредоточилось на том, содержали ли таблички упоминания и, таким образом, подтверждение существования Авраама, Давида, Содома и Гоморры. Сенсационные заявления были сделаны Джованни Петтинато и сопровождались задержками в публикации полных текстов, что вылилось в беспрецедентный академический кризис. Политический контекст арабо-израильского конфликта также добавил огня в дебаты, превратив их в дебаты о «доказательствах» притязаний сионистов на Палестину.
Однако первоначальный ажиотаж в средствах массовой информации по поводу предполагаемых связей эблаитов с Библией, основанный на предварительных догадках и предположениях Петтинато и других, теперь широко осуждается, поскольку вызван «исключительными и необоснованными утверждениями» и «огромным количеством дезинформации, которая просочилась в общественность». Нынешний консенсус заключается в том, что роль Эблы в библейской археологии, строго говоря, минимальна.